# 法蘭西的索菲
法蘭西的索菲（法語：Sophie de France，1734年7月27日—1782年3月2日），法國國王路易十五的第六女（第三女夭折，形同第五女）。